# 야마토국
야마토국(일본어: 大和国 야마토노쿠니[*],  문화어: 야마또국)은 기나이에 설치된 일본의 옛 구니로 지금의 나라현에 해당한다. 와슈(和州 와슈[*])라고도 한다.

## 야마토의 명칭
처음에는 "야마토"를 "大倭"라고 표기했다. 나라 시대의 덴표 8년(737년)부터 10년간 "大養徳"라고 글자를 수정한 바 있다. "大和"라는 표기가 정식으로 정해진 것은 덴표호지 2년(758년) 이후이다.

## 군
| 고대          | 고대              | 중세              | 1896년 4월 1일            | 현재                                                 |
| ------------- | ----------------- | ----------------- | ------------------------- | ---------------------------------------------------- |
| 소후 曾布     | 소에카미군 添上郡 | 소에카미군 添上郡 | 소에카미군 添上郡         | 나라시, 덴리시                                       |
| 소후 曾布     | 소에지모군 添下郡 | 소에지모군 添下郡 | 이코마군 生駒郡           | 야마토코리야마시, 이코마시, 이코마군                 |
|               | 헤구리군 平群郡   | 헤구리군 平群郡   | 이코마군 生駒郡           | 야마토코리야마시, 이코마시, 이코마군                 |
|               | 히로세군 広瀬郡   | 히로세 군 広瀬郡  | 기타카쓰라기군 北葛城郡   | 야마토타카다시, 가시바시, 가쓰라기시, 기타카쓰라기군 |
| 가쓰라기 葛城 | 가쓰게군 葛下郡   | 가쓰게군 葛下郡   | 기타카쓰라기군 北葛城郡   | 야마토타카다시, 가시바시, 가쓰라기시, 기타카쓰라기군 |
| 가쓰라기 葛城 | 가쓰조군 葛上郡   | 가쓰조 군 葛上郡  | 미나미카쓰라기군 南葛城郡 | 고세시, 가쓰라기시 일부                              |
| 가쓰라기 葛城 | 오시미군 忍海郡   | 오시미군 忍海郡   | 미나미카쓰라기군 南葛城郡 | 고세시, 가쓰라기시 일부                              |
|               | 우치군 宇智郡     | 우치군 宇智郡     | 우치군 宇智郡             | 고조시                                               |
|               | 요시노군 吉野郡   | 요시노군 吉野郡   | 요시노군 吉野郡           | 고조시, 요시노군                                     |
|               | 우다군 宇陀郡     | 우다군 宇陀郡     | 우다군 宇陀郡             | 우다시, 우다군                                       |
| 시키 磯城)    | 시키가미군 城上郡 | 시키조군 式上郡   | 시키군 磯城郡             | 덴리시, 가시하라시, 사쿠라이시, 시키군               |
| 시키 磯城)    | 시키시모군 城下郡 | 시키게군 式下郡   | 시키군 磯城郡             | 덴리시, 가시하라시, 사쿠라이시, 시키군               |
|               | 도이치군 十市郡   | 도이치군 十市郡   | 시키군 磯城郡             | 덴리시, 가시하라시, 사쿠라이시, 시키군               |
|               | 다카이치군 高市郡 | 다카이치군 高市郡 | 다카이치군 高市郡         | 가시하라시, 다카이치군                               |
|               | 야마베군 山辺郡   | 야마베군 山辺郡   | 야마베 군 山辺郡          | 덴리시, 나라시, 야마베군                             |

## 같이 보기
- 야마토 시대